# 東佩珀雷爾 (麻薩諸塞州)
東佩珀雷爾（英語：East Pepperell）是位於美國麻薩諸塞州米德爾塞克斯縣的一個普查規定居民點。

## 人口
根據2020年美國人口普查的數據，東佩珀雷爾的面積為3.76平方千米，當中陸地面積為3.67平方千米，而水域面積為0.09平方千米。當地共有人口2120人，而人口密度為每平方千米563.83人。